# Barbana Dini
Barbana Dini, född 3 juli 1987 i Shkodra, är en albansk sångerska.

## Biografi
Dini började sin musikaliska karriär vid sju års ålder då hon deltog i musikfestivaler för barn. Hon deltog i den albanska versionen av Idol, Ethet e së premtes mbrëma, där bland annat Rosela Gjylbegu tidigare deltagit. I december 2004 deltog hon i Festivali i Këngës 43, som året innan blivit Albaniens uttagning till Eurovision Song Contest. Hon ställde upp med låten "Jeta këtu s'mbaron", men lyckades inte ta sig vidare till finalen som vanns av Ledina Çelo. Hon inledde sin solokarriär efter att ha tagit examen från Tiranas universitet år 2009. I mars samma år släppte hon debutsingeln "Flirt". Senare samma år släppte hon även låten "Ex-in tim". I november 2009 ställde hon upp i Kënga Magjike 11 med låten "Se jam vajze". År 2010 var hon med i filmen Pasion fluturimi. 2011 släppte hon singeln "Hajna Hajna" och deltog i Kënga Magjike 13 med låten "E pamundur të të dua". Under sommaren 2012 släppte hon låten "Thrret Prizreni mori Shkodër".
Barbana Dini är syster till sångaren Ergi Dini (född 1994), som vann X Factor Albania 2013/2014.